# Banco de la Reserva Federal de Chicago
El Banco de la Reserva Federal de Chicago es uno de los 12 bancos regionales de los Estados Unidos que, junto con la Junta de Gobernadores en Washington D.C, conforman el banco central de la nación.
El Banco de la Reserva Federal de Chicago sirve al Séptimo Distrito de la Reserva Federal, el cual comprende porciones del norte de Illinois e Indiana, el sur de Wisconsin, la península baja de Míchigan, y el estado de Iowa.
Adicionalmente a participar en la formulación de la política monetaria, cada Banco de la Reserva Federal supervisa a los bancos y a los holdings bancarios, provee servicios financieros a las instituciones depositantes y al gobierno de los Estados Unidos, y monitorea las condiciones económicas en su distrito.

## Responsabilidades
Como uno de los bancos que forman el Sistema de la Reserva Federal, la Fed de Chicago es responsable de:
- Ayudar a formular la política monetaria nacional. El CEO de la Fed de Chicago, Charles L. Evans, ayuda a este objetivo al participar en las reuniones del Federal Open Market Committee (FOMC).

- Proveer servicios financieros tales como el cambio de cheques y el procesamiento de pagos electrónicos. Cada día, la Fed de Chicago procesa millones de pagos en forma de cheques y transferencias electrónicas. Estos servicios son ofrecidos a instituciones dentro del Sétimo Distrito bajo cargos monetarios.

- Supervisar y regular a los bancos que son miembros del Sistema de la Reserva Federal, holdings bancarios y financieros.

## Museo del Dinero
El Museo del Dinero es gratuito y está abierto al público general de lunes a viernes, de 9am a 4pm, excepto en los feriados bancarios. Todos los visitantes deben mostrar una identificación con foto para poder ingresar. No se permite el ingreso de bebidas o comida al museo.
El museo incluye un quiosco libre, donde los visitantes se pueden tomar una fotografía en frente de un millón de dólares en billetes de $100.

## Oficinas remotas
Hay una ofician remota de la Fed de Chicago en Detroit, Míchigan. También hay un centro de procesamiento de pagos en Des Moines, Iowa y otro cerca del aeropuerto Midway de Chicago.